# 再婚驚魂記 (電影)
《再婚驚魂記》（日語：オーディション）是一部2000年上映日本電影，改编自日本作家村上龍的恐怖小說《再婚驚魂記》。

## 劇情簡介
|                    | 嗚嗚嗚……恐懼吧？ 嗚嗚嗚……痛苦吧？ |
| ——引自電影海報標題 |                                   |

七年前，青山重治的妻子良子病逝，從此獨力撫養獨生子青山重彥長大。
七年後，青山重治跟兒子在吃飯時，青山重彥突然詢問他是否願意再找位伴侶相陪左右，讓他興起再婚的念頭。然而，他也將此事情告訴好友兼上司的吉川泰久，並提出心儀女子的條件。隔天，吉川泰久立即替他想出個主意，打算藉由徵選電影女演員的機會，趁職務之便也替他物色妻子。
不久，青山重治收到數十封自薦信件，讓他從眾多信件裏挑出30位女子參加面試，其中一位名叫山崎麻美所寫的自傳，最引起他的注意。女主角試鏡會當天，青山重治在面試山崎麻美時、深深被她的外貌與氣質所吸引。但是，就在青山重治魂不首舍之際，他的好友吉川泰久卻直覺她有些古怪，並規勸他要多加小心。

山崎麻美

此時，青山重治並沒有將話放在心上，仍然借機會去親近山崎麻美，彼此約定會再度出來見面。當晚，他高興的向兒子說明原委，並打算向山崎麻美求婚，而青山重彥也為父親感到高興。
某天，青山重治與她一同出遊時，山崎麻美主動向他投懷送抱，並要他允諾將會全心全意愛護著她，僅能「只愛她一個人」。而且，山崎麻美也不斷提醒著青山重治，她想要的是「獨享的愛情」。隔天，青山重治在清醒後，發現山崎麻美竟然不知所終，宛如憑空消失一般，其好友吉川泰久苦勸就此忘了她，但仍無法改變他執意尋找的心意。
原來，山崎麻美曾有一段不為人知的悲慘童年，她因為父母親的離異，遭受到繼父的凌虐，導致在她心中烙印下難以磨滅的痕跡，產生對所有想親近她的男性都充滿著「佔有慾」……

## 人物角色
| 角色名稱         | 演員       | 備註           |
| ---------------- | ---------- | -------------- |
| 青山重治         | 石橋凌     | 電影制作人     |
| 山崎麻美（成年） | 椎名英姬   |                |
| 吉川泰久         | 國村隼     | 青山重治的朋友 |
| 青山良子         | 松田美由紀 | 青山重治的亡妻 |
| 梨惠             | 根岸季衣   | 家庭清潔女工   |
| 青山重彥（少年） | 擇木哲     | 青山重治的兒子 |
|                  | 齊木       | 酒館的老闆     |
|                  | 光石研     | 電影公司董事   |
| 柴田             | 大杉漣     | 音樂制作人     |
| 島田             | 石橋蓮司   | 山崎麻美的繼父 |
| 山崎麻美（孩童） | 泉綾香     |                |
| 高木美玲         | 中村美里   | 青山重彥的女友 |
| 青山重彥（孩童） | 有馬優人   | 青山重治的兒子 |

## 影響
- 在第79届奧斯卡金像獎獲獎作品《已逝》中，麥特·戴蒙（Matt Damon）与他的爱人进行交谈，而《再婚驚魂記》在公寓的电视上播放。
- 在美国洛杉矶每月举行的短片电影节“ Channel 101”的2006系列Phone Sexxers的第一集中，《再婚驚魂記》被用作原始材料。
- 在美国恐怖纪录片《S＆Man》中的人物之一埃里克（Eric）的房间里有《再婚驚魂記》的海报。

## 外部連結
- 再婚驚魂記（Audition） （页面存档备份，存于），〈網路電影資料庫〉
- 再婚驚魂記（Audition） （页面存档备份，存于），〈日本電影資料庫〉